# Dirk Weiß
Dirk „Digger“ Weiß (auch Dirk Weiss oder Dicker) ist ein deutscher Thrash-Metal-Sänger.

## Karriere
Weiß gehörte von 1991 bis 1996 und ab 2014 der Hamburger Thrash-Metal-Band Warpath an, mit der er von 1992 bis 1996 Studioalben u. a. für West Virginia Records sowie ab 2017 für Massacre Records einspielte.
1997 gründete er mit Andy Classen, ehemaliger Gitarrist der Thrash-Metal-Band Holy Moses, die Band Richthofen, die zwei Alben veröffentlichte – darunter das Top-100-Album Helden der Zeit (Platz 88). 1999 folgte die Auflösung der Gruppe und 2018 die Wiedergründung als SeelenWalzer, dem Namen des Debütalbums. Anstelle der mittlerweile nicht mehr existenten GUN Records unterzeichnete die Band einen Vertrag bei Massacre Records.

## Diskografie

### Gastsänger (Auswahl)
- 1997:  Disbelief – Disbelief (Lied Against the Shadow)
- 1997: Crack Up – From the Ground (Lied For Fake)
- 1998: Disbelief – Infected (Lied Pounding)
- 2020: Bonded – Rest in Violence (Lieder Suit Murderer, Je Suis Charlie, The Rattle & The Snake – Backing Vocals)